# Oberflächenreif
Oberflächenreif ist eine Reifschicht, die sich in sternklaren Frostnächten auf einer Schneeoberfläche durch Resublimation bilden kann. Er besteht aus blätterförmigen Eiskristallen, die an sonnigen Hängen meistens wegschmelzen, an Schattenhängen aber in längeren Frostperioden dicke Schichten bilden können.
Wird Oberflächenreif eingeschneit, so bildet er eine große Gefahr für Skifahrer, denn er verhindert die Bindung der unteren mit der darüber liegenden Schneeschicht und bildet eine „ideale“ Gleitschicht für Schneebrettlawinen. Dieses Problem zeigt sich auch beim Nigg-Effekt.